# Eutimio Pastrana Polanía
Eutimio Pastrana Polanía es uno de los protagonistas y personajes ficticios de la serie de Televisión Colombiana titulada Don Chinche, serie producida por RTI Televisión y dirigida por Pepe Sánchez.  Asimismo el personaje de Eutimio llegó a un nuevo seriado protagonizado por Don Chinche (Héctor Ulloa) llamado "Doctor Don Chinche" con el fin de levantar los índices de audiencia, pero la serie terminó en 1991.  Más tarde, Eutimio protagonizó un Spin off producido por Tevecine, titulado "Las Aventuras de Eutimio".
Cabe mencionar, que en todas las versiones televisivas el papel de Eutimio Pastrana Polanía fue interpretado por el actor Hernando Casanova, llegando a ser calificado como uno de los personajes de la televisión Colombiana más emblemáticos de todos los tiempos.  Incluso, la amistad entre Eutimio y el Chinche es una de las más recordadas.  Sobre todo, porque trascendió la pantalla y consolidó una fuerte amistad entre Casanova y Ulloa - que empezó durante las épocas de Yo y tú.  Seriado en donde ambos hicieron parte, esa amistad duró hasta el día de la muerte de Casanova-.  El papel de Eutimio representó para Casanova su consolidación como artista, alimentado con la idiosincrasia de su tierra opita, su personaje era un hombre virgen, buen hijo, trabajador y posteriormente, figura del departamento del Huila.

## Familia
Eutimio es el único hijo de Bertilda Polanía "Doña Bertica" (Chela del río) su padre murió, y su padrastro es el tendero del barrio Joaquín Mantilla "Don Joaco" (Silvio Ángel).
Desde el inicio de la serie intenta sostener una relación con María Rosalba Marín Gallo "Rosalbita" (Gloria Gómez) que, termina consolidando después de varias temporadas de la serie, hasta finalmente llegar al matrimonio al final de la serie.  Por otro lado, tiene una mascota que trae de Neiva: Se trata de un marrano llamado Pipo.

## Biografía

### Don Chinche
Don Chinche abarcaba la realidad de muchos inmigrantes que venían del campo, y de las clases más populares que habitaban en la ciudad de Bogotá, desprovistos de recursos, que se ganaban la vida desempeñando honradamente cualquier oficio.  Precisamente, Eutimio llega a la ciudad y junto a Don Chinche establece una sociedad llamada "Pachinchemas y CIA".

### Doctor Don Chinche
Siguiendo la línea del seriado original, esta nueva historia relata la vida de Don Chinche después de haber ganado la lotería -y su matrimonio-. 

### Las Aventuras de Eutimio
La serie hereda la temática de Don Chinche, con nuevos personajes entre los que se destacan Fabiola Posada, entre otros.  Las Aventuras de Eutimio recibió una constante crítica por parte de la prensa.  La serie no duró mucho al aire.

## Aparición en otros medios
Héctor Ulloa y Casanova, interpretando sus respectivos personajes protagonizaron Chincherias, un programa de radio de RCN.

## Trivia
- El éxito del programa era tan elevado que Incluso se grabó un álbum llamado Romántico También dónde se aprovechó ciertas inclinaciones de algunos de los actores.  Entre ellos Hernando Casanova.